# August Strehlenert
August Strehlenert, född 10 mars 1853 i Stockholm, död 14 juni 1909 i Karlskrona, var en svensk arkitekt.
August Strehlenert var son till byggmästaren och arkitekten August Vilhelm Strehlenert. Han utbildade sig mellan 1871 och 1875 på Slöjdskolan i Stockholm och på Konstakademien i Stockholm till 1879.
Han anställdes 1874 vid flottans byggnadsavdelning i Karlskrona där han tidigare arbetat under sommaruppehållen vid arkitektutbildningen. Han bedrev egen verksamhet i Karlskrona från 1886 och kom att göra ett betydande avtryck i staden i transformationen från träbebyggelse till stenstad.
August Strehlenert var bror till Tilly Selenius och farfar till arkitekten Curt Strehlenert.

## Verk i urval
- Villa Vera, 1873, i Ronneby brunnspark
- Karlskrona stadsteater, 1879 (tillsammans med Hjalmar Thedenius), Varvsgatan/Skepparegatan, Karlskrona (riven 1972)
- Epidemisjukhus, 1887/1904, Landsvägsgatan i Karlskrona (rivet 2021)
- Ombyggnad av tidigare sjukhus till folkskola, 1983, kvarteret Sjöblad 26, Karlskrona
- Flickläroverket, 1897, nuvarande Rosenfeldtsskolan, kvarteret Rosenfeldt 30, Karlskrona
- Gjuteri, och mekanisk verkstad, 1898, kvarteret Gjuteriet i Karlskrona
- Cullinska huset, Alamedan 22, 1901, Karlskrona
- Karlskrona saluhall, 1904, kvarteret Odin vid Fisktorget
- Fribergska huset, 1905, Karlskrona
- Kapell på Vämö kyrkogård, 1906
- Villa Heilborn, https://instagram.com/villaheilborn?igshid=YmMyMTA2M2Y=, Polhemsgatan, 1906, Karlskrona
- Montmartre-byggnaden/Carlskrona Arbetareförening, Ronnebygatan 18, klart 1907, Karlskrona